# Wellington, Ohio
Wellington är en ort i Lorain County i delstaten Ohio, USA.